# Casa Célières
La Casa Célières (in francese Maison Célières) è uno storica residenza della città di Numea in Nuova Caledonia.

## Storia
La casa venne fatta costruire nel 1898 da Paul Joseph Célières, affidandone i lavori all’imprenditore M. Gérosa. L'edificio venne classificato monumento nazionale nel 1989; nel 2003 venne invece acquistato dalla città di Numea, e sottoposto a un intervento di restauro tra il 2006 e il 2009.

## Descrizione
La casa si trova nel sobborgo di Faubourg Blanchot della città di Numea.
L'edificio, di stile coloniale, ha una pianta simmetrica. Sulla facciata principale si trova un portico d’ingresso con una scalinata a doppia rampa che conduce a una veranda aperta. Da lì, una porta d’ingresso si apre su un corridoio che distribuisce l’accesso alle quattro stanze del blocco centrale, di forma quadrata. Da un lato si trovano le camere da letto, dall’altro la sala da pranzo e il salotto, separati da un arco in legno lavorato. Alla fine del corridoio si trova la veranda posteriore, di utilizzo più privato, arredata con persiane. Le verande collegano i quattro padiglioni angolari, adibiti a ufficio, biblioteca, gabinetto e dispensa. La cucina è situata all’esterno, come era consuetudine nelle abitazioni dell’epoca, per prevenire il rischio di incendi, frequenti nelle case in legno. L’edificio poggia su un basamento di pietra e mattoni. Le cantine, utilizzate come depositi, contribuiscono anche alla ventilazione della struttura.